# Hypoptychidae
Hypoptychidae är en familj av fiskar. Hypoptychidae ingår i ordningen spiggartade fiskar, klassen strålfeniga fiskar, fylumet ryggsträngsdjur och riket djur. Enligt Catalogue of Life omfattar familjen Hypoptychidae 2 arter.
Kladogram enligt Catalogue of Life:
| Hypoptychidae | \| \| Aulichthys \| \| \| \| \| \| Hypoptychus \| \| \| \| |
|               | \| \| Aulichthys \| \| \| \| \| \| Hypoptychus \| \| \| \| |
|               | Aulorhynchidae                                             |
|               |                                                            |
|               | spiggfiskar                                                |
|               |                                                            |
|               | Indostomidae                                               |
|               |                                                            |
|               | snäppfiskar                                                |
|               |                                                            |
|               | Pegasidae                                                  |
|               |                                                            |
|               | kantnålsfiskar                                             |
|               |                                                            |
|               | Aulichthys                                                 |
|               |                                                            |
|               | Hypoptychus                                                |
|               |                                                            |

|  | Aulichthys  |
|  |             |
|  | Hypoptychus |
|  |             |